# Lupoglav (Brckovljani)
 Lupoglav  falu Horvátországban Zágráb megyében. Közigazgatásilag Brckovljanihoz tartozik.

## Fekvése
Zágrábtól 30 km-re keletre, községközpontjától 6 km-re délkeletre, a megye keleti részén fekszik.

## Története
A település iskoláját 1830-ban alapították. A régi iskolaépületet 1831-ben Alagovich Sándor püspök támogatásával építették, majd 1857-ben bővítették. 1893-ban Lupoglava önálló község lett. 
A falunak 1857-ben 1425, 1910-ben 1628 lakosa volt. Trianonig Zágráb vármegye Dugoseloi járásához tartozott. 1993-ban az újjáalakított brckovljani község része lett. 2001-ben 1064 lakosa volt.

## Lakosság
| Lakosság változása | Lakosság változása | Lakosság változása | Lakosság változása | Lakosság változása | Lakosság változása | Lakosság változása | Lakosság változása | Lakosság változása | Lakosság változása | Lakosság változása | Lakosság változása | Lakosság változása | Lakosság változása | Lakosság változása |
| ------------------ | ------------------ | ------------------ | ------------------ | ------------------ | ------------------ | ------------------ | ------------------ | ------------------ | ------------------ | ------------------ | ------------------ | ------------------ | ------------------ | ------------------ |
| 1857               | 1869               | 1880               | 1890               | 1900               | 1910               | 1921               | 1931               | 1948               | 1953               | 1961               | 1971               | 1981               | 1991               | 2001               |
| 1425               | 1508               | 1608               | 1646               | 1695               | 1628               | 1532               | 1456               | 1232               | 1224               | 1186               | 1001               | 833                | 820                | 1064               |

## Nevezetességei
Boldog Augustin Kazotić tiszteletére szentelt plébániatemploma 1818-ban épült késő barokk-klasszicista stílusban. Egyhajós, négyszögletes alaprajzú épület, kívül sokszögű, belül félköríves szentéllyel, sekrestyével és a főhomlokzatra épített harangtoronnyal. A hajó és a szentély belseje kupolás csehboltozattal, míg az apszis félkupolával van boltozva. A berendezés legértékesebb része Szűz Mária márvány főoltára, Antonio Michelazzi szobrászművész alkotása, mely 1743 és 1746 között keletkezett, eredetileg a zágrábi székesegyházban állt és a székesegyház 19. század végi neogótikus átépítése után hozták át.
A lupoglavi kastély  építése a 17. század közepén kezdődött. Az épület maga, négy alacsony saroktoronnyal egy fallal körülvett udvaron található. Az udvari kapuzatot a felső részén a címerrel az 1950-es évek közepén bontották le. A rezidencia homlokzatát egyszerű, téglalap alakú ablaknyílások sora tagolja, és csak a manierista stílusban faragott főportált alakították ki fényűzőbben.